# Eun Heekyung
Eun Heekyung (n. 1959) es una escritora surcoreana.

## Biografía
Eun Heekyung nació en Gochang, provincia de Jeolla del Sur, Corea del Sur, en 1959. Se graduó en literatura coreana por la Universidad femenina Sookmyung y obtuvo un máster de la misma especialidad en la Universidad Yonsei. Dice que cuando descubrió que sus compañeros leían su diario, empezó entremezclar historias inventadas.
Fue a la escuela secundaria en Seúl, donde fue una estudiante corriente, y entró a la Universidad Sookmyung en 1977, en una época de gran alboroto político. En esa época escribió cinco cuentos y una novela corta. La novela corta se titulaba Un dueto y ganó un Concurso de Literatura de Primavera.

## Obra
Uno de sus temas principales es la imposibilidad de la comunicación real entre las personas. También es feminista, aunque se aleja de cualquier tipo de acercamiento teórico en su análisis de la condición humana y, de hecho, es recelosa de cualquier ideología.
Al año siguiente de debutar, ganó el Premio Munhakdongne de ficción por su novela El regalo del ave, que mostraba el mundo de los adultos a través de los ojos escépticos de un narrador de doce años. Desde su debut ha escrito diez libros, incluyendo seis colecciones de relatos cortos y cuatro novelas. Secretos y mentiras, publicada en 2005, es la historia de tres generaciones de dos familias entrelazadas.
El regalo del ave es una novela que tiene lugar entre 1969 y 1995. Kang Jinhee, una mujer de treinta y tantos años recuerda su vida cuando era una vivaz niña de doce años. Al principio de la novela, ella declara: "Cuando cumplí doce años, ya no necesité crecer más". Para poder hacer frente a su problemática vida, la niña aprende a desprenderse de sus emociones. Afirmando que las personas deben observarse desde la distancia, adquiere una personalidad cínica y despreciativa como mecanismo de defensa. 
Como el personaje de Jinhee, la obra de Eun Heekyung se caracteriza por estos dos rasgos de cinismo y desprecio. Independientemente de su circunstancia presente, los personajes que pueblan las ficciones de Eun se observan a sí mismos y al mundo a su alrededor con una mirada fría e implacable, pues su único medio de protección es el autodesprecio. Para Eun, todas las ideologías son sospechosas y están expuestas al ridículo. Las familias, el amor romántico, la racionalidad, el poder, el prestigio sin fallas, todo cae bajo la sospecha de Eun Heekyung.
A pesar de su desdén y cinismo, irónicamente buena parte de los trabajos de Eun tratan sobre el amor. Sus personajes desprecian todo lo que los rodea y se afanan por pensar en las cosas de un modo frío y cínico, aunque este tipo de comportamiento nace de su anhelo de conexión. No es una coincidencia que su primera recopilación de relatos cortos esté titulada Para hablar con un desconocido. Por ejemplo, en "Guarda el último baile para mí", que es una secuela de Regalo de un pájaro, Kang Jinhee, que está ahora al final de la treintena, parece que desprecia el amor, pero finalmente admite el valor del amor verdadero. En Liga menor ridiculiza la cultura popular masculina y propone un lugar para aquellos que no entran en este grupo. El atractivo de su obra está en su manera única de combinar el humor con un cinismo sofisticado y a la vez hiriente. Aunque Eun se burla de las interacciones cotidianas y de los manierismos convencionales, su obra se cimenta sobre un profundo anhelo de autenticidad.
Ha ganado muchos premios, incluyendo el Premio Literario Dongseo en 1997, el Premio Literario Yi Sang en 1998, el Premio de Literatura Coreana en 2000, el Premio Literario Munhak Dongne en 1996, el Premio de Literatura Coreana de Ficción del 2000, el Premio Literario Hanguk Ilbo en 2002 y el Premio Literario Dong-in en 2007 por "La belleza me desdeña". En 2012, su historia "Descubrimiento de soledad" fue elegida por LTI Korea como una de las tres historias cortas para ser tema de la competición de ensayos de KLTI.

## Obras en español
- El regalo del ave, Emecé, 2009

## Premios
- Premio Literario Munhak Dongne (1996)
- Premio Literario Dongseo (1997)
- Premio Literario Yi Sang (1998)
- Premio de Literatura coreana de ficción (2000)
- Premio Literario Hanguk Ilbo (2002)
- Premio Literario Dong-in (2007)
- Premio de literatura coreana (2008)

## Algunas de sus obras en coreano
- Un dueto, 1995
- El regalo del ave, 1996
- Para hablar con un desconocido, 1997
- Guarda el último baile para mí, 1998
- "¿Fue un sueño?", 1999
- La gente feliz no mira el reloj, 1999
- Liga menor, 2001
- Secretos y mentiras, 2005
- "La belleza me desdeña", 2007